# Танцор в маске
«Танцор в маске» (англ. The Masked Dancer) — американское реалити-шоу, спин-офф телешоу «Певец в маске», транслировавшееся на телеканале Fox с 27 декабря 2020 года по 17 февраля 2021 года. Ведущим выступал Крэйг Робинсон, членами жюри являлись Кен Джонг (который занимал должность жюри и в «Певце в маске»), Пола Абдул, Брайан Остин Грин и Эшли Тисдейл. На протяжении всего первого сезона также появлялись гостевые жюри, среди которых: Шерил Хайнс (3 выпуск), Роб Лоу (4 выпуск), Уитни Каммингс (5 выпуск), Маим Бялик (6 выпуск) и Уилл Арнетт (7 выпуск).
Разработка шоу началась ещё в январе 2020 года, однако из-за пандемии COVID-19 производство было приостановлено и возобновилось только в октябре 2020 года.

## Правила
По своей сути «Танцор в маске» очень похож на «Певца в маске», за исключением того, что в «Танцоре» все замаскированные знаменитости, как следует из названия, не поют, а исполняют танцевальные номера. Всего участников в сезоне 10 и они разделены на 2 группы: первая группа, группа A, выступает в 1 и 4 выпусках, вторая группа, группа B — во 2 и 3 выпусках. В 5 выпуске обе группы объединяются в одну большую группу. В конце каждого выпуска проводится онлайн-голосование между зрителями в зале, которое показывает, какие маски пройдут дальше, а какая должна будет покинуть шоу.
Также, один из выпусков, специальный восьмой предфинальный выпуск, посвящён самым лучшим моментам всего первого сезона, а потому в нём ни одна маска не покинула шоу.

## Сезоны
| Сезон | Премьера        | Финал           | 1 место                         | 2 место                      | 3 место                   | Ведущий        | Жюри      | Жюри       | Жюри              | Жюри         |
| Сезон | Премьера        | Финал           | 1 место                         | 2 место                      | 3 место                   | Ведущий        | 1         | 2          | 3                 | 4            |
| ----- | --------------- | --------------- | ------------------------------- | ---------------------------- | ------------------------- | -------------- | --------- | ---------- | ----------------- | ------------ |
| 1     | 27 декабря 2020 | 17 февраля 2021 | Габриэль Дуглас (Сахарная вата) | Максим Чмерковский (Ленивец) | Маккензи Зиглер (Тюльпан) | Крэйг Робинсон | Кен Джонг | Пола Абдул | Брайан Остин Грин | Эшли Тисдейл |

## Обзор сезонов

### Первый сезон (2020—2021)
В первом сезоне шоу приняли участие 10 масок. В совокупности у всех участников первого сезона есть 38 миллионов музыкальных альбомов, 20 наград «Эмми», 20 номинаций «Грэмми», 5 наград «The New York Times», 4 золотые медали Олимпийских игр, 10 титулов «Мирового танцора» и 3 выступления на Бродвее.
| Персонаж           | Знаменитость       | Профессия  | Выпуски | Выпуски | Выпуски | Выпуски | Выпуски | Выпуски | Выпуски | Выпуски |
| Персонаж           | Знаменитость       | Профессия  | 1       | 2       | 3       | 4       | 5       | 6       | 7       | 9       |
| ------------------ | ------------------ | ---------- | ------- | ------- | ------- | ------- | ------- | ------- | ------- | ------- |
| Сахарная вата      | Габриэль Дуглас    | гимнастка  |         |         |         |         |         |         |         |         |
| Ленивец            | Максим Чмерковский | хореограф  |         |         |         |         |         |         |         |         |
| Тюльпан            | Маккензи Зиглер    | танцовщица |         |         |         |         |         |         |         |         |
| Зебра              | Оскар Де Ла Хойя   | боксёр     |         |         |         |         |         |         |         |         |
| Экзотическая птица | Джордин Спаркс     | певица     |         |         |         |         |         |         |         |         |
| Акула-молот        | Винни Гуаданьино   | актёр      |         |         |         |         |         |         |         |         |
| Сверчок            | Брайан Макнайт     | певец      |         |         |         |         |         |         |         |         |
| Мотылёк            | Элизабет Смарт     | активистка |         |         |         |         |         |         |         |         |
| Куб льда           | Билл Най           | инженер    |         |         |         |         |         |         |         |         |
| Дискошар           | Ice-T              | рэпер      |         |         |         |         |         |         |         |         |

 Жюри угадали маску
 Жюри не угадали маску
 Участник стал победителем шоу
 Участник занял второе место
 Участник занял третье место
 Участник прошёл дальше
 Участник покинул шоу и раскрыл свою личность
 Участник не принимал участие в этом выпуске

## Выпуски

### Первый выпуск
| # | Персонаж           | Песня                                             | Личность    | Результат     |
| - | ------------------ | ------------------------------------------------- | ----------- | ------------- |
| 1 | Акула-молот        | «Everybody (Backstreet’s Back)» (Backstreet Boys) | не раскрыта | Остался в шоу |
| 2 | Тюльпан            | «Fergalicious» (Ферги)                            | не раскрыта | Остался в шоу |
| 3 | Сверчок            | «Jump (For My Love)» (The Pointer Sisters)        | не раскрыта | Остался в шоу |
| 4 | Дискошар           | «Uptown Funk» (Марк Ронсон, Бруно Марс)           | Ice-T       | Выбыл из шоу  |
| 5 | Экзотическая птица | «Con calma» (Дэдди Янки, Кэти Перри, Сноу)        | не раскрыта | Остался в шоу |

### Второй выпуск
| # | Персонаж      | Песня                                   | Личность    | Результат     |
| - | ------------- | --------------------------------------- | ----------- | ------------- |
| 1 | Ленивец       | «What I Like About You» (The Romantics) | не раскрыта | Остался в шоу |
| 2 | Куб льда      | «Bad Romance» (Postmodern Jukebox)      | Билл Най    | Выбыл из шоу  |
| 3 | Зебра         | «Magalenha» (Сержиу Мендес)             | не раскрыта | Остался в шоу |
| 4 | Сахарная вата | «Glitter in the Air» (Пинк)             | не раскрыта | Остался в шоу |
| 5 | Мотылёк       | «Boot Scootin' Boogie» (Brooks & Dunn)  | не раскрыта | Остался в шоу |

### Третий выпуск
| # | Персонаж      | Песня                                             | Личность       | Результат     |
| - | ------------- | ------------------------------------------------- | -------------- | ------------- |
| 1 | Зебра         | «All My Life» (K-Ci & JoJo)                       | не раскрыта    | Остался в шоу |
| 2 | Сахарная вата | «Sour Candy» (Леди Гага, Blackpink)               | не раскрыта    | Остался в шоу |
| 3 | Мотылёк       | «¿Quién será?» (Майкл Бубле)                      | Элизабет Смарт | Выбыл из шоу  |
| 4 | Ленивец       | «Up Where We Belong» (Джо Кокер, Дженнифер Уорнс) | не раскрыта    | Остался в шоу |

### Четвёртый выпуск
| # | Персонаж           | Песня                                    | Личность       | Результат     |
| - | ------------------ | ---------------------------------------- | -------------- | ------------- |
| 1 | Экзотическая птица | «Latch» (Disclosure, Сэм Смит)           | не раскрыта    | Остался в шоу |
| 2 | Сверчок            | «This Is How We Do It» (Монтелл Джордан) | Брайан Макнайт | Выбыл из шоу  |
| 3 | Акула-молот        | «Blinding Lights» (The Weeknd)           | не раскрыта    | Остался в шоу |
| 4 | Тюльпан            | «Fields of Gold» (Эва Кэссиди)           | не раскрыта    | Остался в шоу |

### Пятый выпуск
| # | Персонаж           | Песня                                             | Личность         | Результат     |
| - | ------------------ | ------------------------------------------------- | ---------------- | ------------- |
| 1 | Сахарная вата      | «Great Balls of Fire» (Джерри Ли Льюис)           | не раскрыта      | Остался в шоу |
| 2 | Экзотическая птица | «Rush» (Льюис Капальди, Джесси Рейес)             | не раскрыта      | Остался в шоу |
| 3 | Ленивец            | «Ain't That a Kick in the Head?» (Дин Мартин)     | не раскрыта      | Остался в шоу |
| 4 | Акула-молот        | «Don’t Let Me Be Misunderstood» (Santa Esmeralda) | Винни Гуаданьино | Выбыл из шоу  |
| 5 | Тюльпан            | «Thank U, Next» (Ариана Гранде)                   | не раскрыта      | Остался в шоу |
| 6 | Зебра              | «Mi Gente» (Джей Бальвин, Уилли Уильям)           | не раскрыта      | Остался в шоу |

### Шестой выпуск
| # | Персонаж           | Песня                                | Личность       | Результат     |
| - | ------------------ | ------------------------------------ | -------------- | ------------- |
| 1 | Тюльпан            | «My Boyfriend's Back» (The Chiffons) | не раскрыта    | Остался в шоу |
| 2 | Зебра              | «Take You Dancing» (Джейсон Деруло)  | не раскрыта    | Остался в шоу |
| 3 | Ленивец            | «Twist Remix» (Нирадж Шридхар)       | не раскрыта    | Остался в шоу |
| 4 | Экзотическая птица | «Opposites Attract» (Пола Абдул)     | Джордин Спаркс | Выбыл из шоу  |
| 5 | Сахарная вата      | «Лебединое озеро» (Пётр Чайковский)  | не раскрыта    | Остался в шоу |

### Седьмой выпуск
| # | Персонаж      | Песня                                                      | Личность         | Результат     |
| - | ------------- | ---------------------------------------------------------- | ---------------- | ------------- |
| 1 | Сахарная вата | «Get Ready for This» (2 Unlimited) / «Mickey» (Тони Бэзил) | не раскрыта      | Остался в шоу |
| 2 | Ленивец       | «Dancing with a Stranger» (Сэм Смит, Нормани)              | не раскрыта      | Остался в шоу |
| 3 | Зебра         | «Mack the Knife» (Бобби Дарин)                             | Оскар Де Ла Хойя | Выбыл из шоу  |
| 4 | Тюльпан       | «Полька»                                                   | не раскрыта      | Остался в шоу |

### Девятый выпуск — Финал
| # | Персонаж      | Песня                            | Личность           | Результат    |
| - | ------------- | -------------------------------- | ------------------ | ------------ |
| 1 | Тюльпан       | «Kings & Queens» (Эйва Макс)     | Маккензи Зиглер    | Третье место |
| 2 | Ленивец       | «The Ballroom Blitz» (The Sweet) | Максим Чмерковский | Второе место |
| 3 | Сахарная вата | «This Is Me» (Кеша)              | Габриэль Дуглас    | Победитель   |

## Производство

### Развитие
В январе 2019 года на канале Fox стартовало новое музыкальное телешоу под названием «Певец в маске», которое показало неимоверные рейтинги в первом сезоне и продолжало устанавливать огромные зрительские просмотры в двух последующих сезонах, после чего проект начали развивать и в других направлениях.
Спустя неделю после премьеры шоу известная телеведущая и продюсер Эллен Дедженерес решила спародировать «Певца в маске» и представила в своём собственном ток-шоу пародийный сегмент под названием «The Masked Dancer», в котором известные личности исполняли юмористические танцевальные номера в масках, которые скрывали их личность. На следующий день после выхода этого сегмента в эфир с Эллен и её продюсерами связался Роб Уэйд, глава отдела альтернативных развлечений и специальных программ на Fox, который предложил ей идею возможного полноценного спин-оффа к «Певцу в маске». Позже сам Уйэд заявил, что телеканал мог справиться с организацией шоу и без помощи Эллен, но сам Роб понимал, что она увлечена этим проектом и знает персональный подход ко многим знаменитостям. Спустя год, в январе 2020 года, «Танцор в маске» был анонсирован Fox как полноценное ответвление «Певца в маске».

### Съёмки
Съёмки «Танцора в маске», как и «Певца в маске», проходили в Лос-Анджелесе в студии Red Studios Hollywood, а кастинг для шоу стартовал в январе 2020 года. Первостепенная задача, стоявшая перед дизайнерами костюмов, состояла в том, что они должны были придумать и сделать такие костюмы, чтобы они были более свободными для телодвижений участников и при этом имели ту же уникальность, что и костюмы в «Певце в маске». 
Изначально премьера «Танцора в маске» была назначена на середину 2020 года, однако, из-за начавшейся в тот момент пандемии COVID-19, дату съёмок перенесли на октябрь 2020 года, а премьера передвинулась на декабрь того же года. 

### Закрытие
16 мая 2022 года было объявлено, что «Танцор в маске» был закрыт после первого сезона из-за низких рейтингов.

## Трансляция
«Танцор в маске» транслировался на территории США телеканалом Fox. Несмотря на то, что первый сезон «Танцора» вышел в перерыве между четвёртым и пятым сезонами «Певца в маске», Fox не слишком беспокоился насчёт ожидаемых низких рейтингов, так как эпизоды шоу выходят реже и их количество сильно уменьшено.
В Канаде «Танцор в маске» транслируется на телеканале CTV Television Network.

## Рейтинги
| Выпуск | Дата выхода     | Временной интервал | Зрители (в миллионах) | Прим.  |
| ------ | --------------- | ------------------ | --------------------- | ------ |
| 1      | 27 декабря 2020 | Воскресенье, 20:00 | 5.12                  | [ 29 ] |
| 2      | 6 января 2021   | Среда, 20:00       | 2.94                  | [ 30 ] |
| 3      | 13 января 2021  | Среда, 20:00       | 3.04                  | [ 31 ] |
| 4      | 20 января 2021  | Среда, 20:00       | 2.88                  | [ 32 ] |
| 5      | 27 января 2021  | Среда, 20:00       | 2.74                  | [ 33 ] |
| 6      | 3 февраля 2021  | Среда, 20:00       | 2.75                  | [ 34 ] |
| 7      | 10 февраля 2021 | Среда, 20:00       | 2.79                  | [ 35 ] |
| 8      | 17 февраля 2021 | Среда, 20:00       | 2.74                  | [ 36 ] |
| 9      | 17 февраля 2021 | Среда, 21:00       | 3.23                  | [ 36 ] |

## Международные версии
| Страна         | Название       | Телеканал | Ведущий(е)          | Дата выхода                   |
| -------------- | -------------- | --------- | ------------------- | ----------------------------- |
| Великобритания | Танцор в маске | ITV       | Джоел Домметт       | 29 мая 2021 — 22 октября 2022 |
| Германия       | Танцор в маске | ProSieben | Маттиас Опденхёвель | 6 января — 27 января 2022     |
| Россия         | Маска. Танцы   | СТС       | Юрий Музыченко      | 9 октября — 25 декабря 2022   |

 Версия продолжает свой выход в эфир
 Версия готовится к выходу в эфир
 Статус версии неизвестен
 Версия прекратила свой выход в эфир